# Lucas Auer
Lucas „Luggi” Auer (ur. 11 września 1994 roku w St. Johann in Tirol) – austriacki kierowca wyścigowy. Siostrzeniec byłego kierowcy Formuły 1 – Gerharda Bergera.

## Życiorys

### Formuła BMW
Lucas karierę rozpoczął w roku 2001, od startów w kartingu. 10 lat później zadebiutował w serii wyścigów samochodów jednomiejscowych – Formule BMW Pacyfiku. Już w pierwszym podejściu sięgnął w niej po tytuł mistrzowski, siedmiokrotnie stając na najwyższym stopniu podium oraz sześciokrotnie sięgając po pole position (dziewięciokrotnie uzyskał najszybszy czas okrążenia). Austriak wziął udział także w jednej rundzie Chińskiej Formuły Pilota. Będąc w jednym z wyścigów na podium, zmagania zakończył na 15. miejscu w końcowej klasyfikacji. W obu seriach reprezentował amerykańską ekipę Eurointernational.

### Formuła Toyota
Na początku sezonu 2012 Auer zaangażował się w serię wyścigów Toyota. Ścigając się w zespole Giles Motorsport, Austriak dwukrotnie znalazł się na podium, a w ostatecznej klasyfikacji uplasował się na 6. pozycji.

### Formuła 3
W 2012 roku Lucas podpisał kontrakt z holenderskim zespołem Van Amersfoort Racing, na udział w Niemieckiej Formule 3. Z dorobkiem 298 punktów zdobył wicemistrzostwo serii. W sezonie 2013 jeździł dla Prema Powerteam. W ciągu 30 wyścigów, w których wystartował, raz zwyciężył i dziewięciokrotnie stawał na podium. Z dorobkiem 277 punktów uplasował się na czwartej pozycji w klasyfikacji generalnej.
Na sezon 2014 Austriak podpisał kontrakt z niemiecką ekipą kfzteile24 Mücke Motorsport. Wystartował łącznie w 33 wyścigach, w ciągu których wystartował, trzynastokrotnie stawał na podium, w tym trzykrotnie na jego najwyższym stopniu. Uzbierał łącznie 365 punktów. Wystarczyło to na czwarte miejsce w końcowej klasyfikacji kierowców.

## Wyniki

### Podsumowanie
| Sezon | Seria                                                    | Zespół                      | Wyścigi | Zwycięstwa | PP | NO | Podium | Punkty | Pozycja |
| ----- | -------------------------------------------------------- | --------------------------- | ------- | ---------- | -- | -- | ------ | ------ | ------- |
| 2011  | JK Racing Asia Series                                    | EuroInternational           | 18      | 7          | 6  | 9  | 17     | 292    | 1       |
| 2011  | Formula Pilota China                                     | EuroInternational           | 2       | 0          | 0  | 1  | 1      | 15     | 15      |
| 2012  | ATS Formel 3 Cup                                         | Van Amersfoort Racing       | 27      | 2          | 2  | 4  | 11     | 298    | 2       |
| 2012  | Formula 3 Euro Series                                    | Van Amersfoort Racing       | 3       | 0          | 0  | 0  | 0      | 0      | NS      |
| 2012  | Grand Prix Makau                                         | Van Amersfoort Racing       | 1       | 0          | 0  | 0  | 0      | N/A    | NS      |
| 2012  | Toyota Racing Series                                     | Giles Motorsport            | 14      | 0          | 2  | 0  | 1      | 589    | 6       |
| 2013  | Europejska Formuła 3                                     | Prema Powerteam             | 30      | 1          | 0  | 3  | 9      | 277    | 4       |
| 2013  | Masters of Formula 3                                     | Prema Powerteam             | 1       | 0          | 0  | 0  | 0      | N/A    | NS      |
| 2013  | Toyota Racing Series                                     | Giles Motorsport            | 15      | 2          | 3  | 4  | 6      | 797    | 3       |
| 2013  | Grand Prix Makau                                         | Prema Powerteam             | 1       | 0          | 0  | 0  | 0      | N/A    | NS      |
| 2014  | Europejska Formuła 3                                     | kfzteile24 Mücke Motorsport | 33      | 3          | 1  | 2  | 13     | 365    | 4       |
| 2014  | Grand Prix Makau                                         | Prema Powerteam             | 1       | 0          | 0  | 0  | 1      | N/A    | 2       |
| 2014  | FIA World Endurance Championship - LMP1                  | Lotus                       | 3       | 0          | 0  | 0  | 0      | 0      | NS      |
| 2014  | FIA World Endurance Championship                         | Lotus                       |         |            |    |    |        | 1      | 24      |
| 2014  | FIA World Endurance Trophy for LMP1 Private Team Drivers | Lotus                       |         |            |    |    |        | 33     | 3       |